# Heide (Bergisch Gladbach)
Heide war ein Ortsteil im Stadtteil Hand der Stadt Bergisch Gladbach  im Rheinisch-Bergischen Kreis. Er bildet mittlerweile mit Hand einen geschlossenen Siedlungsbereich, so dass er nicht mehr als eigenständiger Ortsteil wahrgenommen wird.

## Lage und Beschreibung
Heide lag in der Umgebung der heutigen Straße Diepeschrather Weg und Marienburger Straße, die in der jetzigen Form nach dem Zweiten Weltkrieg entstanden sind. Die ursprüngliche Bebauung ist nicht mehr vorhanden.

## Geschichte
Heide wurde 1675 als Wimpelsheiden und 1699 als Heyden erwähnt. Unter der französischen Verwaltung zwischen 1806 und 1813 wurde das Amt Porz aufgelöst und Heide wurde politisch der Mairie Gladbach im Kanton Bensberg zugeordnet. 1816 wandelten die Preußen die Mairie zur Bürgermeisterei Gladbach im Kreis Mülheim am Rhein. Mit der Rheinischen Städteordnung wurde Gladbach 1856 Stadt, die dann 1863 den Zusatz Bergisch bekam.
Der Ort ist auf der Topographischen Aufnahme der Rheinlande von 1824 als Heid und auf der Preußischen Uraufnahme von 1840 als auf der Heid verzeichnet. Auf der Preußischen Neuaufnahme von 1892 und auf Messtischblättern ist er regelmäßig als Heide verzeichnet.
| Jahr | Einwohner | Wohn- gebäude | Kategorie | Politische / kirchliche Zugehörigkeit                                                    |
| ---- | --------- | ------------- | --------- | ---------------------------------------------------------------------------------------- |
| 1822 | 17        |               | Hofstelle | Bürgermeisterei Gladbach, Kirchspiel Paffrath                                            |
| 1830 | 26        |               | Hofstelle | Bürgermeisterei Gladbach, Pfarrgemeinde Paffrath                                         |
| 1845 | 32        | 3             | Hofstelle | Bürgermeisterei Gladbach, Pfarre Paffrath                                                |
| 1871 | 40        | 7             | Ortschaft | Stadt Bergisch Gladbach / Bürgermeisterei Bergisch Gladbach                              |
| 1885 | 30        | 7             | Ortschaft | Stadt Bergisch Gladbach / Bürgermeisterei Bergisch Gladbach                              |
| 1895 | 35        | 9             | Ortschaft | Stadt Bergisch Gladbach / Bürgermeisterei Bergisch Gladbach                              |
| 1905 | 33        | 7             | Ortschaft | Stadt Bergisch Gladbach / Bürgermeisterei Bergisch Gladbach, katholische Pfarre Paffrath |